# Вибух у посольстві Ізраїлю в Лондоні 1994 року
Вибух у посольстві Ізраїлю в Лондоні в 1994 році — вибух замінованого автомобіля 26 липня 1994 року біля будівлі посольства Ізраїль в Лондоні, Англія. Двадцять мирних жителів отримали поранення. Друга бомба вибухнула біля Balfour House, Finchley, приміщення, яке займає UJIA, зареєстрована британська благодійна організація.

## Напад
Автомобіль припаркований перед посольством, вибухнув через кілька хвилин після того, як водій залишив його. Вибух, який завдав значних руйнувань, було чутно за милю. Окрім пошкоджень будівлі посольства, вилетіло вітрини. Напад стався наступного дня після того, як король Йорданії Хусейн і прем'єр-міністр Ізраїлю Іцхак Рабин зустрілися у Вашингтоні, округ Колумбія, щоб обговорити мирний договір між Йорданією та Ізраїлем.
Тринадцять годин потому ще один замінований автомобіль вибухнув біля Balfour House, який на той час був лондонською штаб-квартирою однієї з найбільших єврейських благодійних організацій, United Jewish Israel Appeal (UJIA), поранивши шестеро.

## Наслідки
Спочатку ізраїльський посол і британські експерти з розвідки звинувачували "проіранських екстремістів, ймовірно пов'язаних з ліванської групою Хезболла". Відповідальність за обидві бомби взяло на себе угруповання, яке називає себе Палестинська група опору Яффо.
У січні 1995 року п'ять палестинців були заарештовані в Лондоні у зв'язку з вибухами. У грудні 1996 року Джавад Ботмех і Самар Аламі, двоє палестинських випускників, які здобули британську освіту, були визнані винними у «змові з метою спричинити вибух» у Олд-Бейлі. Вони були засуджені до 20 років ув'язнення, але програли апеляцію у 2001 році.
Ботме був звільнений з в'язниці у 2008 році.
Колишній агент MI5 Девід Шейлер заявив, що британські служби безпеки були попереджені про план нападу на посольство заздалегідь, але не вжили жодних заходів. Королівська прокуратура пізніше підтвердила, що попередження було отримано, хоча воно стосувалося плану групи, не пов'язаної з тими, хто був засуджений за вибух. Тодішній міністр внутрішніх справ Джек Стро сказав, що інтерпретація Шейлером подій була зрозумілою, але дійшов висновку, що MI5 все одно не могла запобігти вибуху.

## Засуджений
Самар Аламі, лівано -палестинська жінка та дочка банкіра, здобула ступінь бакалавра хімічної інженерії в Університетському коледжі Лондона та ступінь магістра в Імперському коледжі Лондона.
Джавад Ботмех, палестинський студент, який живе в Лондоні, отримав диплом електронної інженерії в Університеті Лестера та Королівському коледжі Лондона.
Аламі та Ботме були засуджені за змову з метою організації вибухів у Сполученому Королівстві. Під час судового розгляду Арамі та Босме були звинувачені в тому, що вони були частиною групи, яка планувала вибух, але не були звинувачені в тому, що вони самі заклали бомбу або перебували на місці злочину. Прямих доказів причетності підозрюваних до вибуху не було. Іншу жінку, причетну до вибуху, так і не знайшли. Під час судового розгляду обидва підозрюваних визнали, що вони проводили експерименти з використанням саморобної вибухівки, щоб передати інформацію палестинцям на окупованих палестинських територіях. Ботме та Аламі були визнані винними у грудні 1996 року, отримавши 20 років позбавлення волі.
Аламі та Ботме заявили про свою невинність; Amnesty International заявила, що Ботме «позбавили [його] права на справедливий суд». Численні групи та окремі особи проводили кампанію від імені пари, включаючи уряд Палестини, Amnesty International, Unison (найбільша профспілка Великобританії), правозахисника Гарета Пірса, журналіста-розслідувача Пола Фута та Miscarriages of JusticeUK (MOJUK), Підтримка звернення Аламі та Ботме залучила міжпартійну підтримку в парламенті — п'ять перших пропозицій, висунутих членом парламенту Джоном Остіном, підтримали загалом 71 член парламенту, у тому числі депутати від Лейбористської партії Джеремі Корбін та Джон МакДоннелл, депутати від Консервативної партії. Пітер Боттомлі і Роберт Джексон, а також ліберал-демократи Том Брейк і Колін Брід. Окрім попередніх пропозицій, додаткову підтримку перегляду обвинувального вироку парламентарями включали Ян Гілмор, барон Гілмор із Крейгміллара та Гаррі Коен.
У 2007 році Європейський суд з прав людини відхилив апеляцію пари на вироки. Дослідивши докази, суд дійшов висновку, що їхнє право на справедливий суд не було порушено.
Після звільнення Ботме з в'язниці у 2008 році він знайшов роботу дослідника в Лондонському університеті Метрополітен. Він був відсторонений від роботи 7 лютого 2013 року, оскільки став активістом своєї профспілки «Унісон» ; вони вказали на те, що його відсторонення було пов'язане з його обранням на посаду представника персоналу, і що він оголосив про свою судимість за причетність до двох замінованих автомобілів у посольстві Ізраїлю до призначення. Його відсторонення було знято в березні 2015 року.[джерело?]